# Daniel Meyer-Dinkgräfe
Daniel Meyer-Dinkgräfe (* 1958 in München) ist ein deutscher Theaterleiter.

## Herkunft und Ausbildung
Meyer-Dinkgräfe ist der Sohn der Schauspielerin Ursula Meyer-Dinkgräfe (Künstlername: Ursula Dinkgräfe) (1927–2021) und des Schauspielers und Synchronsprechers Michael Chevalier (1933–2011). Er wuchs in Kiel, Cuxhaven, Flensburg, Oldenburg und Neuss auf (hier Abitur 1977 am Theodor-Schwann-Gymnasium). Nach einem Studium an der Heinrich-Heine-Universität Düsseldorf (Biologie, Anglistik, Germanistik, Philosophie) mit Erstem und Zweitem Staatsexamen für das Lehramt für die Sekundarstufe II in Englisch und Philosophie folgte ein Studienreferendariat in Englisch und Philosophie an der Ricarda-Huch-Schule in Krefeld (1985–1987). Er promovierte 1994 in Theaterwissenschaft an der University of London (Royal Holloway and Bedford New College, Betreuer: Enzo Cozzi).

## Hochschullehrer in Wales und England
Es folgten 23 Jahre im Hochschuldienst in Wales und England (Lecturer/Senior Lecturer, University of Wales Aberystwyth, 1994–2007, Professor of Drama, University of Lincoln, 2007–2017). In diesen Jahren trug Meyer-Dinkgräfe wesentlich zur Entwicklung von Forschung bei, die Phänomene und Erfahrungen des Theaters durch Rückgriff auf Erkenntnisse der Bewusstseinswissenschaften (consciousness studies) zu verstehen sucht. Zusätzlich zu  seinen eigenen Arbeiten ist hier seine Tätigkeit als Herausgeber zu nennen: seit 2005 besteht die Buchserie Consciousness, Literature and the Arts (ursprünglich bei Rodopi, jetzt Brill), von 2000 bis 2018 erschien die Zeitschrift Consciousness, Literature and the Arts online, zwischen 2005 und 2015 organisierte Meyer-Dinkgräfe sechs internationale Konferenzen zum Thema Consciousness, Theatre, Literature and the Arts.

## Theaterarbeit
Als Märchenpolizist im Aschenputtel am Staatstheater Oldenburg stand Meyer-Dinkgräfe 1964 zum ersten Mal als Schauspieler auf der Bühne, gefolgt vom Jungen in Warten auf Godot von Samuel Beckett am Rheinischen Landestheater Neuss 1972. In seiner Schulzeit am Theodor-Schwann-Gymnasium in Neuss war Meyer-Dinkgräfe in der Theater-AG unter Karl Remmen aktiv, als Junker Andreas in Was Ihr Wollt, Bazillus in Turrinis Der Tollste Tag und als Geist des Dareios in Die Perser von Aischylos. Während des Studienreferendariats und seiner Tätigkeit als Hochschullehrer kamen Regiearbeiten hinzu, unter anderem Black Comedy von Peter Shaffer, Die tote Tante von Curt Goetz, Thornton Wilders Unsere Kleine Stadt, Der Sturm von Shakespeare,  seine Übersetzungen ins Englische von Schnitzlers Literatur und Curth Flatows Der Mann, der sich nicht traut sowie zwei interkulturelle Inszenierungen (The Sea Maiden, 1995 und Hiranyala, 2012).

## Theaterleiter
Seit August 2019 leitet er das piccolo teatro Haventheater, ein Zimmertheater mit maximal 50 Plätzen, in Bremerhaven. Hier spielte er unter der Regie von Heinz-Uwe Haus den Geist des Dareios in Die Perser von Aischylos, und inszenierte Ayckbourn, Konfusionen, A. R. Gurney, Love Letters, Bildung für Rita und Shirley Valentine von Willy Russell, die deutschsprachige Erstaufführung von Penelope--retold von Caroline Horton in seiner eigenen Übersetzung aus dem Englischen, Kleine Eheverbrechen und Kiki van Beethoven von Éric-Emmanuel Schmitt, Und es geht doch von Thomas Letocha, Ayckbourns Raucher / Nichtraucher, Klaus Eckels Après Ski, und Mona Lisa ohne Rahmen von Thomas Rau. Während der Lockdowns der Corona-Pandemie übersetzte er mehrere Stücke von Vince LiCata, die ausdrücklich für das Medium Zoom geschrieben worden waren, und produzierte die deutschsprachigen Erstaufführungen, die im Februar und Dezember 2021 live ausgestrahlt wurden. SpaceXPat und die zwei Teile von Benzin und Neuronen: Die Lilienkapsel und Das Labor-Meeting wurden in deutscher Sprache mit englischen Untertiteln auf dem Brighton Fringe 2022 vorgestellt.